# Marco Pellegrino
Marco Pellegrino (Buenos Aires, 18 de julio de 2002) es un futbolista argentino que juega como defensa en el C. A. Boca Juniors de la Primera División de Argentina.

## Trayectoria
En 2010 se unió a la academia de Platense, club de su barrio, del cual es confesamente hincha.
En el año 2021 formó parte del plantel que obtuvo el ascenso a Primera División, aunque no disputó ningún partido. Meses más tarde, lideró a su equipo a finalizar quinto (sobre 26 equipos) en el Torneo de Reserva 2021.
Tras la lesión del capitán del equipo mayor, Gastón Suso, debutó profesionalmente el 14 de marzo de 2023 en Primera División en el empate ante Vélez Sarfield, y desde entonces se quedó con el puesto. Anotó su primer gol el 11 de julio en el empate ante Gimnasia y Esgrima La Plata, en tiempo adicionado, en el que fue su último partido con el equipo.
El 22 de agosto fue fichado por el Milan. La transferencia se cerró por una cifra cercana a 3.500.000 euros, con 2 millones más en objetivos, convirtiéndose en la venta más  cara de la historia del club, y es 
el cuarto ex-Platense en arribar al Milan y el tercero surgido de las inferiores.
El 1 de febrero de 2024 se oficializó el préstamo hacia la Salernitana, de donde salió en agosto de ese mismo año
Tras su paso por Independiente, donde jugó siete partidos, llegó a Huracán en enero de 2025. Allí se ganó la titularidad, tras haber ingresado en el encuentro contra Belgrano, por la primera fecha del Torneo Apertura, por lesión de Daniel Zabala, al que reemplazó a los 28 minutos del segundo tiempo.

## Estadísticas

### Clubes
Actualizado al último partido disputado el 1 de junio de 2025.
| Club                      | Div.          | Temporada     | Liga  | Liga  | Copas nacionales | Copas nacionales | Copas internacionales | Copas internacionales | Total | Total |
| Club                      | Div.          | Temporada     | Part. | Goles | Part.            | Goles            | Part.                 | Goles                 | Part. | Goles |
| ------------------------- | ------------- | ------------- | ----- | ----- | ---------------- | ---------------- | --------------------- | --------------------- | ----- | ----- |
| Platense Argentina        | 1.ª           | 2023          | 17    | 1     | —                | —                | —                     | —                     | 17    | 1     |
| Platense Argentina        | Total club    | Total club    | 17    | 1     | —                | —                | —                     | —                     | 17    | 1     |
| Milan · Italia            | 1.ª           | 2023          | 1     | 0     | 0                | 0                | 0                     | 0                     | 1     | 0     |
| Milan · Italia            | Total club    | Total club    | 1     | 0     | 0                | 0                | 0                     | 0                     | 1     | 0     |
| Salernitana 1919 · Italia | 1.ª           | 2024          | 10    | 0     | 0                | 0                | 0                     | 0                     | 10    | 0     |
| Salernitana 1919 · Italia | Total club    | Total club    | 10    | 0     | 0                | 0                | 0                     | 0                     | 10    | 0     |
| Independiente Argentina   | 1.ª           | 2024          | 7     | 0     | 0                | 0                | 0                     | 0                     | 7     | 0     |
| Independiente Argentina   | Total club    | Total club    | 7     | 0     | 0                | 0                | 0                     | 0                     | 7     | 0     |
| Huracán Argentina         | 1.ª           | 2025          | 19    | 1     | 1                | 0                | 5                     | 0                     | 25    | 1     |
| Huracán Argentina         | Total club    | Total club    | 19    | 1     | 1                | 0                | 5                     | 0                     | 25    | 1     |
| Total carrera             | Total carrera | Total carrera | 54    | 2     | 1                | 0                | 5                     | 0                     | 60    | 2     |